# ميناء تشينغداو
ميناء تشينغداو (بالصينية: 青岛港) هو ميناء مدينة تشينغداو عاصمة مقاطعة شاندونغ، جمهورية الصين الشعبية. يقع على ضفاف خليج جياوزو في شبه جزيرة شاندونغ، على حافة البحر الأصفر، ويقابل عبر البحر اليابان وشبه الجزيرة الكورية. وهو ميناء عالمي للتجارة الدولية ومركز عبور على طول حوض النهر الأصفر والساحل الغربي لحافة المحيط الهادئ.، وفقًا للمعلومات الشاملة ذات الصلة في عام 2004، بلغت مساحة المياه في ميناء تشينغداو حوالي 420كم. وينقسم ميناء تشينغداو إلى اربع مناطق رئيسية وهي منطقة ميناء داغانغ ومنطقة ميناء جونغ غانغ ومنطقة ميناء خوانغداو المختصة في المجال النفطي ومنطقة ميناء تشيانوان.و تتم إدارة الميناء من قبل شركة موانئ دبي العالمية المملوكة لدولة الإمارات العربية المتحدة
تغطي أعمال الميناء مقاطعة شاندونغ، وتنشط على طول النهر الأصفر وتصل مباشرة إلى آسيا الوسطى، في عام 2019م تجاوزت كمية الشحنات في ميناء تشينغداو 515 مليون طن، بزيادة سنوية قدرها 6.1٪، وبلغت إنتاجية الحاويات 21.01 مليون حاوية مكافئة، بزيادة سنوية قدرها 8.8٪؛ وبلغ الدخل التشغيلي 12.164 مليار يوان، بزيادة سنوية قدرها 3.6٪؛ وبلغ صافي الربح العائد لمساهمي الشركات المدرجة 3.79 مليار يوان، بزيادة قدرها 5.5٪ على أساس سنوي.

## تاريخ
في عام 2011، وقّع ميناء تشينغداو اتفاقيات، مع ثلاثة موانئ صينية أخرى في مقاطعة شاندونغ بشرق الصين، تقتضي إنشاء تحالف استراتيجي مع أكبر ميناء في جمهورية كوريا. تم تشكيل هذا التحالف بشكل مشترك بين ميناء تشينغداو في شاندونغ وميناء يانتاى وميناء ريتشاو وميناء ويهاي وميناء بوسان في جمهورية كوريا الجنوبية، بهدف بناء مركز الشحن والخدمات اللوجستية في شمال شرق آسيا.
في مايو 2014، أعلنت شركة Qingdao Port International Co. Ltd أنها تسعى لجمع ما يصل إلى 377 مليون دولار أمريكي في طرح عام أولي في هونج كونج.
في أغسطس 2014، تم الكشف عن أن الشركة تلقت دعوتين قضائيتين من شركة التخزين العالمية Pacorini Logistics تطالب بإجمالي 58.4 مليون دولار. جاء ذلك في أعقاب الدعوى القضائية التي كانت الشركة قد خضعت لها بالفعل.

## التجهيزات والمرافق

### مرسى القناة
تنقسم الممرات المائية لميناء تشينغداو إلى مجاري مائية خارجية وممرات مائية داخلية. تنقسم القناة الخارجية إلى قناة رئيسية (يبلغ طولها حوالي 22 ميلًا بحريًا) وطريقان محددان، في عام 2005، كان ميناء تشينغداو يضم 15 مرسى و73 رصيفًا، من بينها 13 مرسى و49 أرصفة تعمل بالفعل، كما انه يحتوي على 32 رصيفًا فوق مستوى 10000 طن، و6 أرصفة للسفن حمولة 50000 طن، و6 أرصفة مجهزة لسفن حمولة 100000 طن، ورصيفان مجهزان لسفن حمولة 300000 طن.

### محطة مؤتمتة بالكامل
في 11 مايو 2017، دخلت المرحلة الأولى من محطة الحاويات المؤتمتة بالكامل في ميناء تشينغداو حيز التشغيل التجاري. بالمقارنة مع الرصيف اليدوي التقليدي، تمت زيادة كفاءة تشغيل المرحلة الأولى من المشروع بنسبة 30٪، وخفض العمالة بنسبة 80٪، ودرجة الأتمتة تفوق تلك الموجودة في الموانئ ذات المستوى العالمي مثل ميناء روتردام، في 28 نوفمبر 2019، تم تشغيل المحطة المؤتمتة بالكامل لميناء تشنغداو (بمرحلته الثانية). تم تشغيل مشروع المرحلة الثانية هذه المرة بخط ساحلي يبلغ 660 مترًا، ورصيفين، وقدرة إنتاجية مصممة خصيصا لتبلغ الإمكانية لـ 1.7 مليون حاوية / سنويًا، ومجهز بـ 9 رافعات ذات عربة مزدوجة (STS)، و38 رافعة على سكك عالية السرعة (ASC)، و45 وحدة مركبة موجهة أوتوماتيكيًا L-AGV).

## وصلات خارجية
- موقع الميناء الرسمي
- قائمة أفضل 10 موانئ في الصين